# Mixed Kebab
Mixed Kebab je belgický hraný film z roku 2012, který režíroval Guy Lee Thys podle vlastního scénáře. Film popisuje problémy gaye v rodině tureckých přistěhovalců v Belgii.

## Děj
Ibrahimovi je 27 a pochází z muslimské komunity v Belgii. Jako integrovaný do západní společnosti používá raději jméno Bram a před rodiči tají, že je gay. Nicméně jeho rodiče dbají na turecké tradice a pošlou Ibrahima do Turecka, aby se tam zasnoubil se svou sestřenicí Elif. Obě rodiny už naplánovaly dohodnutý sňatek. Mezitím se Bram seznámí s 19letým Kevinem, který pomáhá své matce v místním bistru. Bram koupí Kevinovi letenku na cestu do Turecka. Po příjezdu do vesnice sice udržují milostný poměr v tajnosti, ale jeden ze zaměstnanců tamního hotelu je odhalí. Ten je zamilovaný do Elif, ale ta ho odmítá, protože ví, že s Ibrahimem odjede do Belgie. Recepční žárlí a vyfotí Brama a Kevina v intimní poloze. Bram se seznamuje s Elif a připravuje dokumenty pro belgické vízum. Recepční dá fotografie Elif. Ta je sice šokována, přesto nehodlá ustoupit a fotografie bere jako záruku proti Bramovi, aby si ji skutečně vzal. Po týdnu se ale Bram vrací zpět do Belgie bez Elif.
Mezitím se Ibrahimův mladší bratr Furkan stal členem islámské fundamentalistické skupiny. Chtějí zavést právo šaría v Belgii a nutí obchodníky prodávat pouze maso halal. Furkanův otec zuří, protože někteří členové skupiny jsou napojeni na Tálibán a Usámu bin Ládina.
Odvržená Elif pošle inkriminované fotografie do Belgie. Bram rodičům přiznává, že je gay, chce žít s Kevinem a nechce se ženit. Je tak otcem zavržen. Ale zvěsti se šíří dál a brzy je celá rodina odmítána celou muslimskou komunitou. Furkan chce ochránit čest rodiny a zavraždit Kevina. Krátce před vstupem do bistra je však Furkan sám napaden a pobodán členy rasistického gangu. Bram rychle zasahuje a zachrání Furkanovi život.

## Obsazení
| Cem Akkanat         | Ibrahim |
| Simon Van Buyten    | Kevin   |
| Gamze Tazim         | Elif    |
| Karlijn Sileghem    | Marina  |
| Lukas De Wolf       | Furkan  |
| Ergun Simsek        | Mehmet  |
| Hakan Gürkan        | Yusuf   |
| Rudolph Segers      | Rudolf  |
| Magali Uytterhaegen | Olga    |
| Gökhan Girginol     | Radu    |
| Mathias Vergels     | Jamal   |
| Sinan Cihangir      | Deniz   |
| Alev Doruk          | Canan   |
| Recep Yagizoglu     | Kemal   |
| Brit Van Hoof       | Surgeon |